# 莎屎比亞
《莎屎比亞》（英語：Shakespeare's Shitstorm，或風格化記為）是一部2020年美國歌舞喜劇恐怖片，由勞埃德·考夫曼執導，布蘭登·巴沙姆（Brandon Bassham）編劇，特羅馬娛樂出品。本片是對威廉·莎士比亞作品《暴風雨》的現代版惡搞，講述科學家普洛斯彼羅博士（考夫曼飾演）被姊妹和製藥巨頭背叛後身敗名裂，為此策劃了一場復仇大計。電影2020年8月20日在加拿大奇幻影展全球首映。

## 劇情
科學家普洛斯彼羅·杜克博士原本與姊妹安托瓦內特·杜克致力於藥物研發，並與製藥巨頭艾文巴德（Avonbard）的大艾爾合作。直到普洛斯彼羅從一場車禍中痊癒，並娶了照顧自己的護士為妻，普洛斯彼羅打算為人類做出貢獻，而發明出抑制毒品的藥物。但此舉將危害美國的毒品產業，他遭安托瓦內特和大艾爾背叛，並在公眾面前出糗而被取消。1986年5月7日，普洛斯彼羅之妻在紐約曼哈頓的街頭抗議活動中舉槍自盡，導致年幼的女兒米蘭達被血濺中後失明。
普洛斯彼羅決定私下開始對大艾爾展開報復，並帶著女兒定居於紐澤西州虛構的特羅馬市（Tromaville），買下了一處毒窩。他策畫讓位自己工作的一群妓女滲透到艾文巴德的派對遊艇上，並讓被下了瀉藥的鯨魚朝他們排泄、遊艇被排泄物掩蓋，最終導致他們不得不登岸，來到特羅馬市。艾文巴德一行人來到普洛斯彼羅的隱身地（Prospero’s Retreat），沉迷於精心準備的派對，並被一種名為「暴風雨」（Tempest）的綠色毒品所吸引。與此同時，安托瓦內特早不滿被大艾爾搶功，計劃在派對上殺死他。米蘭達意外結識大艾爾之子費迪南德，兩人很快墜入愛河，但普洛斯彼羅不准女兒愛上費迪南德，而費迪南德則對邪惡的父親失望。
卡利班是被毒梟母親賣給普洛斯彼羅的僕人，但艾文巴德的兩名網路紅人將她誤解成現代黑奴，為了普洛斯彼羅的政治不正確行徑，於是召集一群社會正義戰士和媒體前來包圍此處；卡利班無奈之下只好放他們進去。突然，暴風雨的效用發作，導致吸食毒品的所有人陷入抽搐、口味綠沫，甚至身體產生突變。普洛斯彼羅現身至台上宣揚自己的復仇計畫，並觀摩著製藥公司人士受難的混亂場面。
安托瓦內特被天花板掉落的玻璃刺死後，變異的大艾爾向普洛斯彼羅求饒，保證將致力於解決人類的問題，但被對方拒絕。此時，米蘭達與費迪南德前來並在公眾面前袒露彼此的感情，米蘭達也因為愛而恢復了視力。普洛斯彼羅最終同意放過大艾爾的命，同時指責在場的抗議者及媒體製造仇恨；他更透露發明暴風雨的目的是為了仍將所有的種族與性別融為一體，接著脫下長袍，向公眾展示了自己擁有全種族優勢的變異肉體。
未料，社會正義戰士及媒體們認為普洛斯彼羅「包容一切」且「變性了」，於是將他拱上神壇，成為媒體版面的名人，甚至到白宮接見美國總統。大艾爾改過向善並與普洛斯彼羅手下的妓女愛麗兒結婚；卡利班與母親重聚，米蘭達與費迪南德一邊做愛，一邊看著普洛斯彼羅登上歐普拉的節目。片尾，威廉·莎士比亞與莎士比亞學者們一起看完了這部電影，滿意地離開人間，學者們最後被天花板掉落的一條鯨魚壓死。

## 演員
- 勞埃德·考夫曼飾演普洛斯彼羅·杜克（英语：Prospero）／普洛斯彼羅·杜克（Antoinette Duke）
- 凱特·麥葛瑞格（Kate McGarrigle）飾演米蘭達（英语：Miranda (The Tempest)）
- 艾林·米勒（Erin Miller）飾演費迪南德（英语：Ferdinand (The Tempest)）
- 阿曼達·弗勞爾斯（Amanda Flowers）飾演愛麗兒（英语：Ariel (The Tempest)）
- 莫妮卡·杜普里飾演卡利班（英语：Caliban）
- 亞伯拉罕·斯帕羅（Abraham Sparrow）飾演大艾爾（Big Al）
- 黛比·羅尚飾演塞巴斯蒂安參議員（Senator Sebastian）
- 迪倫·格林伯格（英语：Dylan Greenberg）飾演特里尼（Trini）
- 佐伊·格特曼（Zoe Geltman）飾演絲蒂芬（Steph）
- 特雷莎·許（Teresa Hui）飾演陳無崩（Chien Wu Bang）
- 薩克·阿米科（Zac Amico）飾演琳達·威斯特（Lindy West）
- 黛·格林（Dai Green）飾演科迪莉亞（Cordelia）
- 娜迪亞·懷特（Nadia White）飾演戈納里爾（Gonerill）
- 伊莉莎白·丹布羅西奧（Elizabeth D'Ambrosio）飾演坦塔尼亞（Titania）
- 瓦達·卡利斯托（Vada Callisto）飾演普克（Puck）
- 朱莉·安妮·普雷斯科特（Julie Anne Prescott）飾演希波莉塔（Hippolyta）
- 布亞尼·高圖爾（Bjarni Gautur）飾演布拉尼船長（Captain Blarney）
- 瑪拉·萊特（Mala Wright）飾演西科拉克斯（Sycorax）
- 弗雷澤·布朗（Frazer Brown）飾演威廉·莎士比亞
- 布蘭登·巴沙姆（Brandon Bassham）飾演弗朗西斯·培根

## 發行
《莎屎比亞》2020年8月20日在加拿大奇幻影展全球首映。之後在世界各地戲院巡迴演出。

## 外部連結
- 官方网站
- 互联网电影数据库（IMDb）上《莎屎比亞》的资料（英文）
- 豆瓣电影上《莎屎比亞》的資料 （简体中文）